# 欧朗姆·奥克塔维亚·维纳塔
欧朗姆·奥克塔维亚·维纳塔（1999年10月4日—），印尼女子羽毛球運動員。

## 簡歷
2017年7月，欧朗姆·奥克塔维亚·维纳塔代表印尼參加在本國雅加達舉行的亞洲青年羽毛球錦標賽，助印尼隊拿得混合團體比賽亞軍。
2018年4月，欧朗姆·奥克塔维亚·维纳塔出戰印尼羽毛球國際系列賽，在女子單打比賽決賽中以2比0（21-19、21-16）擊敗泰國的素尼达·革通，贏得個人生涯首個成人級別賽事的冠軍。

## 主要比賽成績
只列出曾進入準決賽的國際賽事成績：
| 年份   | 賽事                       | 公開賽級別 | 項目     | 成績   |
| ------ | -------------------------- | ---------- | -------- | ------ |
| 2017年 | 亞洲青年羽毛球錦標賽       | 其他       | 混合團體 | 亞軍   |
| 2018年 | 印尼羽毛球國際系列賽       | 國際系列賽 | 女子單打 | 冠軍   |
| 2018年 | 新加坡羽毛球國際系列賽     | 國際系列賽 | 女子單打 | 亞軍   |
| 2018年 | 馬來西亞羽毛球國際系列賽   | 國際系列賽 | 女子單打 | 準決賽 |
| 2022年 | 東南亞大學運動會羽毛球比賽 | 其他       | 女子團體 | 銀牌   |
| 2022年 | 東南亞大學運動會羽毛球比賽 | 其他       | 女子單打 | 銀牌   |

| 2007-2017年 | 首要超級賽 | 超級賽 | 黃金大獎賽 | 大獎賽 | 國際挑戰賽 | 國際系列賽 | 未來系列賽 | 其他 |

| 2018-2026年 | 總決賽 | 超級1000賽 | 超級750賽 | 超級500賽 | 超級300賽 | 超級100賽 | 國際挑戰賽 | 國際系列賽 | 未來系列賽 | 其他 |